# Acaulimalva stuebelii
Acaulimalva stuebelii là một loài thực vật có hoa trong họ Cẩm quỳ. Loài này được (Hieron.) Krapov. mô tả khoa học đầu tiên năm 1974.